# 庫里奧·巴爾巴塞蒂·普倫
庫里奧·巴爾巴塞蒂·普倫，全名為庫里奧·巴爾巴塞蒂·德·普倫（義大利語：Curio Barbasetti di Prun），是第二次世界大戰期間的意大利將軍，1942 年至 1943 年擔任意大利北非高級司令部參謀長，1943年7月至1943年9月擔任蒙特內哥羅軍政府的總督。

## 生平
他於 1885 年 3 月 12 日出生在普利亞區奧爾薩拉，是吉歐文尼·巴爾巴塞蒂·德·普倫伯爵（義大利語：Giovanni Barbasetti di Prun）和符維亞·貝爾多德（義大利語：Fulvia Bertoldi 的兒子）。他加入了義大利皇家陸軍，並就讀於都靈皇家砲兵和工程軍事學院，以砲兵少尉的軍銜身分畢業。他於1914年6月30日晉升為中尉，並在第一次世界大戰期間與第9步兵師作戰，獲得了英勇銅質勳章。在維羅納和博爾扎諾擔任陸軍軍團參謀長，他指揮第18野戰砲兵團，然後成為義大利駐巴黎大使館的武官。1936年晉升準將，任機械化旅司令。1937年10月 1日，在科塞里亞擔任第5步兵師副師長兩個月後，他成為義大利陸軍戰爭學校的校長，並於1938年5月7日晉升為少將。
1939年他擔任第1步兵師蘇佩加的總指揮，該師於1940年6月10日，在義大利加入第二次世界大戰後，參加了對法國的進攻行動。1940年9月，他成為駐都靈的第1軍軍長。1942年1月1日晉升為中將，同年3月3日被任命為北非最高司令部參謀長，接替與非洲軍團司令埃爾溫·隆美爾將軍不和的加斯託內·甘巴拉將軍, 1942年8月，隨著烏戈·卡瓦萊羅元帥進行層級結構組織的變化，他被任命為北非義大利最高司令部代表團。
1943年初，他被遣返並指揮駐紮在南斯拉夫的第十四集團軍，1943年7月9日，他被任命為蒙特內哥羅軍政府總督，接替亞歷山德羅·皮爾齊奧·比羅利將軍。在卡西比爾停戰協定後，他被德國人俘虜並被關押在波蘭斯科基的64號戰俘營，直到1945年初蘇聯紅軍解放波蘭。然後他又被關押在烏克蘭，直到同年10月，他被允許返回義大利。並於1953年12月4日去世，享年68歲。